# C/1999 S4
C/1999 S4 (LINEAR) — довгоперіодична комета, відкрита 27 вересня 1999 року в рамках проекту LINEAR.
Ближче до Землі комета підійшла 22 липня 2000 року, на відстань 0,3724 a. о. (55 млн км).
Діаметр ядра комети, за оцінками, близько 0,9 км. До руйнування комети темп пилової і водної ерозії становив приблизно 1 см на день. Комета стала яскравішою близько 5 липня 2000 року і в цей час сталося часткове руйнування. Наступне яскравішання комети сталося 20 липня 2000 року, потім комета зруйнувалася. Опубліковані дані оптичних і радіоспостережень підтвердили, що основне руйнування ядра почалося 23 липня 2000 року. Пилова хмара розширилася зі швидкістю близько 20 м/с, фрагменти комети розліталися зі швидкостями близько 7 м/с. Як відомо, деякі комети зникали так само, але даний об'єкт є першим, чиє руйнування спостерігалося в реальному часі.
Орбіта довгоперіодичної комети отримується при обчисленні оскулювальної орбіти на епоху після покидання кометою області планет; обчислення проводиться відносно центру мас Сонячної системи. За даними системи ефемерид JPL Horizons, барицентричні елементи орбіти на добу 1 січня 2010 року такі: велика піввісь дорівнює 700 а.о., афелійна відстань становить 1400 а.о., період обертання дорівнює приблизно 18700 років.